# Psychotria stachyoides
Psychotria stachyoides är en måreväxtart som beskrevs av George Bentham. Psychotria stachyoides ingår i släktet Psychotria och familjen måreväxter. Inga underarter finns listade i Catalogue of Life.